# Strapped
Strapped è un film del 2010 diretto da Joseph Graham.

## Trama
Un giovane borseggiatore dedito alla prostituzione maschile lascia il cliente e cerca di trovare una via d'uscita dall'edificio in cui concede le sue prestazione. Mentre vaga attraverso un labirinto di corridoi, incontra persone diverse che si rivelano essere tutti omosessuali. Alla fine del film il protagonista incontra un ragazzo e sperimenta una profonda intuizione che promette di cambiare la sua vita per sempre.

## Riconoscimenti
- 2011 - FilmOut San Diego
  - FilmOut Programming Award for Outstanding Emerging Talent a Ben Bonenfant